# Philanthrocapitalisme
 (février 2023).
La mise en forme du texte ne suit pas les recommandations de Wikipédia : il faut le « wikifier ».
Les points d'amélioration suivants sont les cas les plus fréquents :
- Les titres sont pré-formatés par le logiciel. Ils ne sont ni en capitales, ni en gras.
- Le texte ne doit pas être écrit en capitales (les noms de famille non plus), ni en gras, ni en italique, ni en « petit »…
- Le gras n'est utilisé que pour surligner le titre de l'article dans l'introduction, une seule fois.
- L'italique est rarement utilisé : mots en langue étrangère, titres d'œuvres, noms de bateaux, etc.
- Les citations ne sont pas en italique mais en corps de texte normal. Elles sont entourées par des guillemets français : « et ».
- Les listes à puces sont à éviter, des paragraphes rédigés étant largement préférés. Les tableaux sont à réserver à la présentation de données structurées (résultats, etc.).
- Les appels de note de bas de page (petits chiffres en exposant, introduits par l'outil «  Source ») sont à placer entre la fin de phrase et le point final[comme ça].
- Les liens internes (vers d'autres articles de Wikipédia) sont à choisir avec parcimonie. Créez des liens vers des articles approfondissant le sujet. Les termes génériques sans rapport avec le sujet sont à éviter, ainsi que les répétitions de liens vers un même terme.
- Les liens externes sont à placer uniquement dans une section « Liens externes », à la fin de l'article. Ces liens sont à choisir avec parcimonie suivant les règles définies. Si un lien sert de source à l'article, son insertion dans le texte est à faire par les notes de bas de page.
- La présentation des références doit suivre les conventions bibliographiques. Il est recommandé d'utiliser les modèles {{Ouvrage}}, {{Chapitre}}, {{Article}}, {{Lien web}} et/ou {{Bibliographie}}. Le mode d'édition visuel peut mettre en forme automatiquement les références.
- Insérer une infobox (cadre d'informations à droite) n'est pas obligatoire pour parachever la mise en page.

Pour une aide détaillée, merci de consulter Aide:Wikification.
Si vous pensez que ces points ont été résolus, vous pouvez retirer ce bandeau et améliorer la mise en forme d'un autre article.
Le philanthrocapitalisme ou capitalisme philanthropique est une façon de faire de la philanthropie, qui reflète la façon dont les affaires se font dans le monde à but lucratif. Il peut s'agir d'une philanthropie de risque qui investit activement dans des programmes sociaux pour poursuivre des objectifs philanthropiques spécifiques qui rapporteraient une rentabilité des investissements durable, ou sous une forme plus passive dans laquelle les « ⁣investisseurs sociaux » bénéficient de l'investissement dans des programmes socialement responsables.

## Histoire
Le terme apparait en 2006 dans un article de The Economist, et est ensuite utilisé par Matthew Bishop et Michael Green dans leur livre Philanthrocapitalism : How the Rich Can Save The World, publié en 2008. Le livre a été encensé par Bill Clinton, écrivant dans son avant-propos que c'était le concept animant la Fondation Clinton. Le changement dans la mise en œuvre de modèles commerciaux dans la charité n'est pas un nouveau concept – John D. Rockefeller et Andrew Carnegie ont cherché à appliquer leurs stratégies commerciales dans leur philanthropie au XXe siècle. Depuis lors, une augmentation significative des dépenses caritatives par d'autres organisations telles que la Fondation Bill & Melinda Gates et l'Initiative Chan Zuckerberg, toutes deux décrites comme des exemples de philanthrocapitalisme, a été constatée,,.
Ces organisations plus modernes se distinguent d'autres groupes ou organisations puisque leurs fonds proviennent davantage du capital privé d'un individu que de donateurs ou profitent de produits physiques. L'intégration des modèles commerciaux dans les fondations caritatives s'est concentrée sur une relation symbiotique entre la responsabilité sociale et les marchés locaux, nationaux et internationaux. Le philanthrocapitalisme a été comparé et mis en contraste avec l'altruisme en raison des objectifs déclarés similaires des défenseurs des mouvements.

## Critique
Les critiques du philanthrocapitalisme sont nombreuses, à commencer par le peu de transparence et de responsabilité qu'il implique. On craint également que la philanthropie privée n'érode le soutien aux dépenses gouvernementales en matière de services publics. Le principal souci de cette pratique est que, collectivement, elle peut entraîner des problèmes de recettes fiscales pour le gouvernement. Les dons sont toujours destinés à la philanthropie, mais certains services publics peuvent ne pas être en mesure d'utiliser ces fonds car ils ne les recevront peut-être jamais. Pour cette raison, John Cassidy craint que la richesse de quelques-uns puisse déterminer quelles organisations reçoivent le plus de financements.
La professeure de sociologie Linsey McGoey a écrit que de nombreux philanthropes actuels et passés ont amassé leur fortune grâce à des pratiques commerciales prédatrices qui ont aggravé les problèmes sociaux mêmes que leur philanthropie est censée atténuer. Enfin, on s'inquiète de l'existence d'arrière-pensées. Ces arrière-pensées peuvent aller des propriétaires d'entreprise à éviter les impôts sur les plus-values en faisant don des actions excédentaires de leur entreprise au lieu de les vendre et des taxes foncières qui seraient imposées à leur famille à la collecte de crédits d'impôt auprès du gouvernement,.

## Sociétés à responsabilité limitée
Certains philanthropes ont décidé de renoncer à la voie de la Fondation en faveur de l'utilisation d'une société à responsabilité limitée (LLC) pour poursuivre leurs objectifs philanthropiques. Cela permet à l'organisation d'éviter trois restrictions principales sur les fondations. En décembre 2015, Mark Zuckerberg et son épouse Priscilla Chan se sont engagés à faire don au fil des décennies de 99% de leurs actions Facebook, alors évaluées à 45 milliards de dollars, à la Chan Zuckerberg Initiative, une LLC nouvellement créée axée sur la santé et l'éducation.
- Les fondations doivent donner 5 % de leurs actifs chaque année
- Les fondations doivent divulguer où vont les subventions et ne peuvent généralement donner qu'à des organismes de bienfaisance enregistrés 501(c)(3)
- Les fondations doivent éviter de financer ou même de défendre un camp politique

La structure LLC permet au philanthrope de garder ses initiatives privées bien qu'il n'y ait aucune obligation de le faire. Une LLC est autorisée à soutenir les entreprises à but lucratif qui, selon elle, soutiennent leur mission. La LLC est donc autorisée à réaliser et à conserver les bénéfices réalisés sur un tel investissement. Enfin, une LLC peut ouvertement soutenir les politiciens qu'elle approuve et défendre des positions politiques et même créer de telles positions politiques que les élus peuvent choisir d'utiliser. Enfin, le donateur d'origine, tel que Zuckerberg, conserve le contrôle des actions données. S'il avait fait don d'actions à une fondation, il n'en aurait plus le contrôle[réf. nécessaire].
Une liste partielle des LLC philanthropiques :
- Initiative Chan Zuckerberg
- Arnold Ventures LLC
- Réseau Omidyar
- Collectif Emerson